# Farinole
Farinole település Franciaországban, Haute-Corse megyében. Lakosainak száma 236 fő (2022. január 1.). Farinole Olmeta-di-Capocorso, Patrimonio, San-Martino-di-Lota és Santa-Maria-di-Lota községekkel határos.

## Népesség
A település népességének változása:
| Lakosok száma | 121  | 148  | 176  | 206  | 199  | 206  | 228  | 235  | 236  | 236  |
|               | 1968 | 1982 | 1990 | 2006 | 2013 | 2015 | 2017 | 2019 | 2020 | 2022 |